# Himlaberget

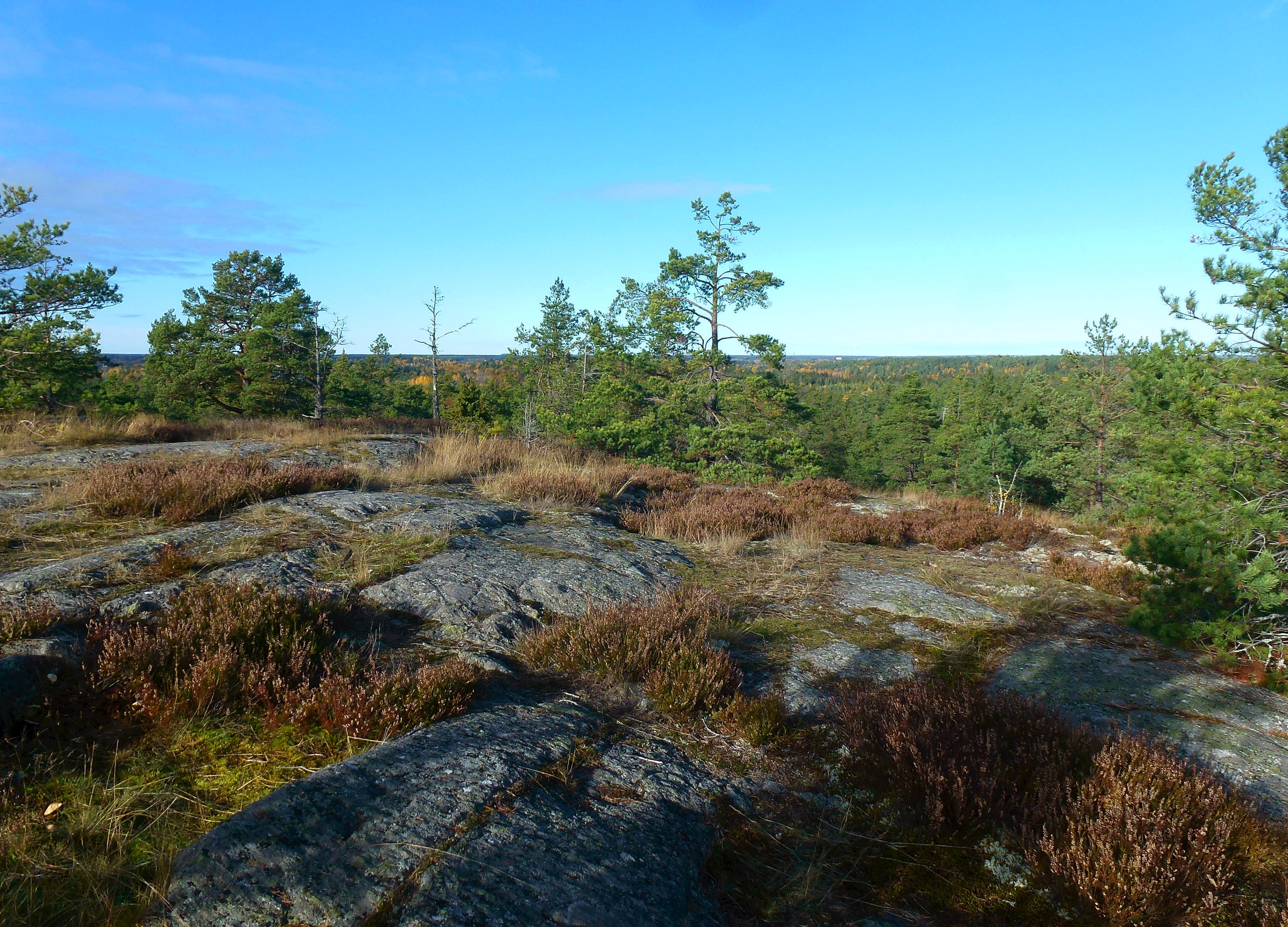
Himlaberget, vy mot nordost.

Himlaberget ligger i kommundelen Boo i Nacka kommun, Stockholms län. 

## Beskrivning
Himlaberget är  70,4 meter hög och därmed innerskärgårdens och Ormingelandets högsta punkt samt kommunens tredje högsta berg. Sydvästra delen av berget ingår i Velamsunds naturreservat. På sluttningen i sydöst finns ett klapperstensfält från senaste istiden då föregångaren till Östersjön nådde 50 meter högre än idag. I sydöstra sluttningen märks en cirka 30 meter hög klippvägg. 
Från den glest bevuxna högplatån har besökaren en nästan 360 graders fri panoramautsikt över skog och hav från Vaxholm i norr till Tyresö i söder. Vid klar sikt syns härifrån Baggensfjärden och exempelvis Boo kyrka och bakom den Kaknästornet eller Nacka Forum med Globen intill varann.

## Bilder

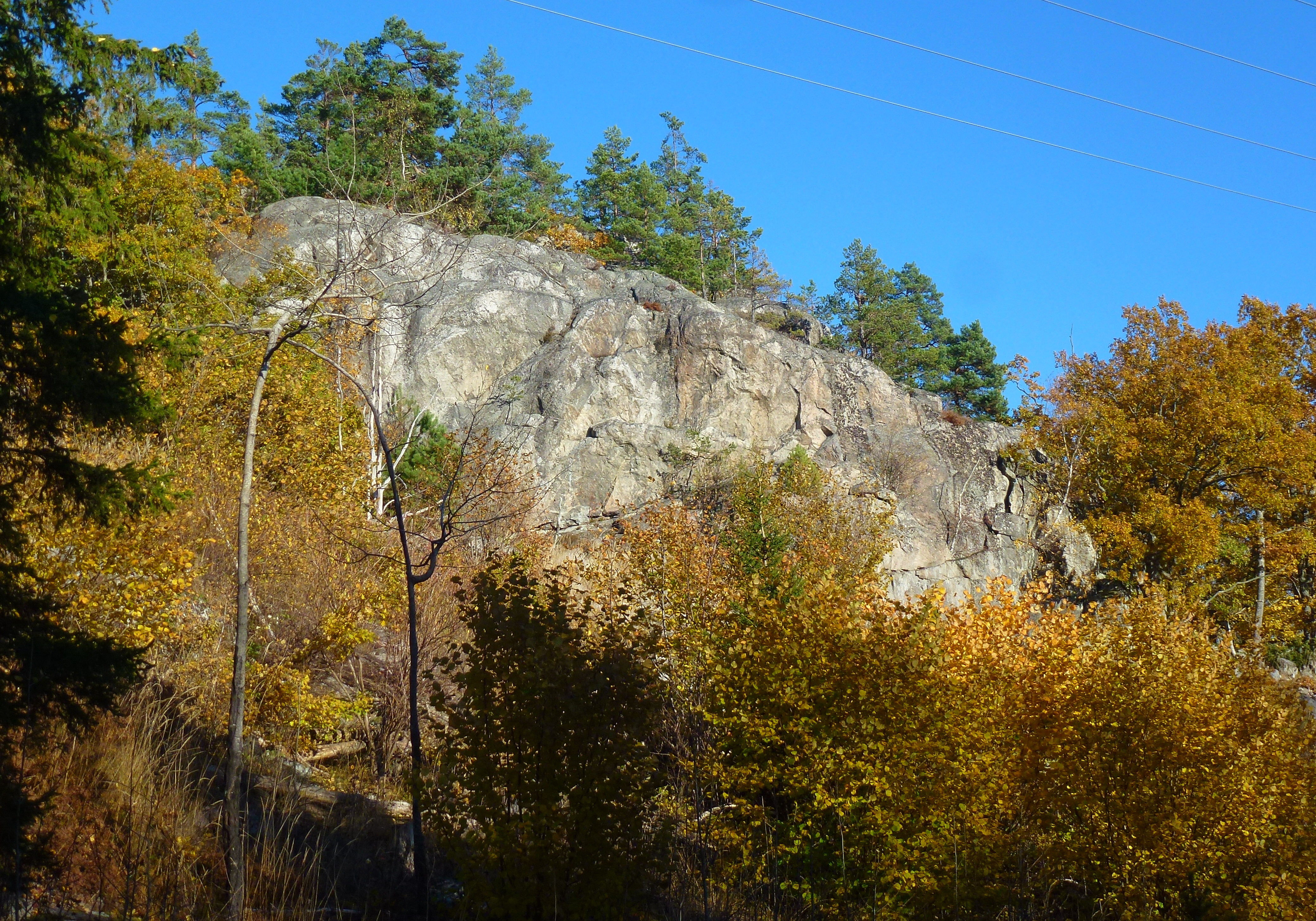
En 30 meter hög klippvägg
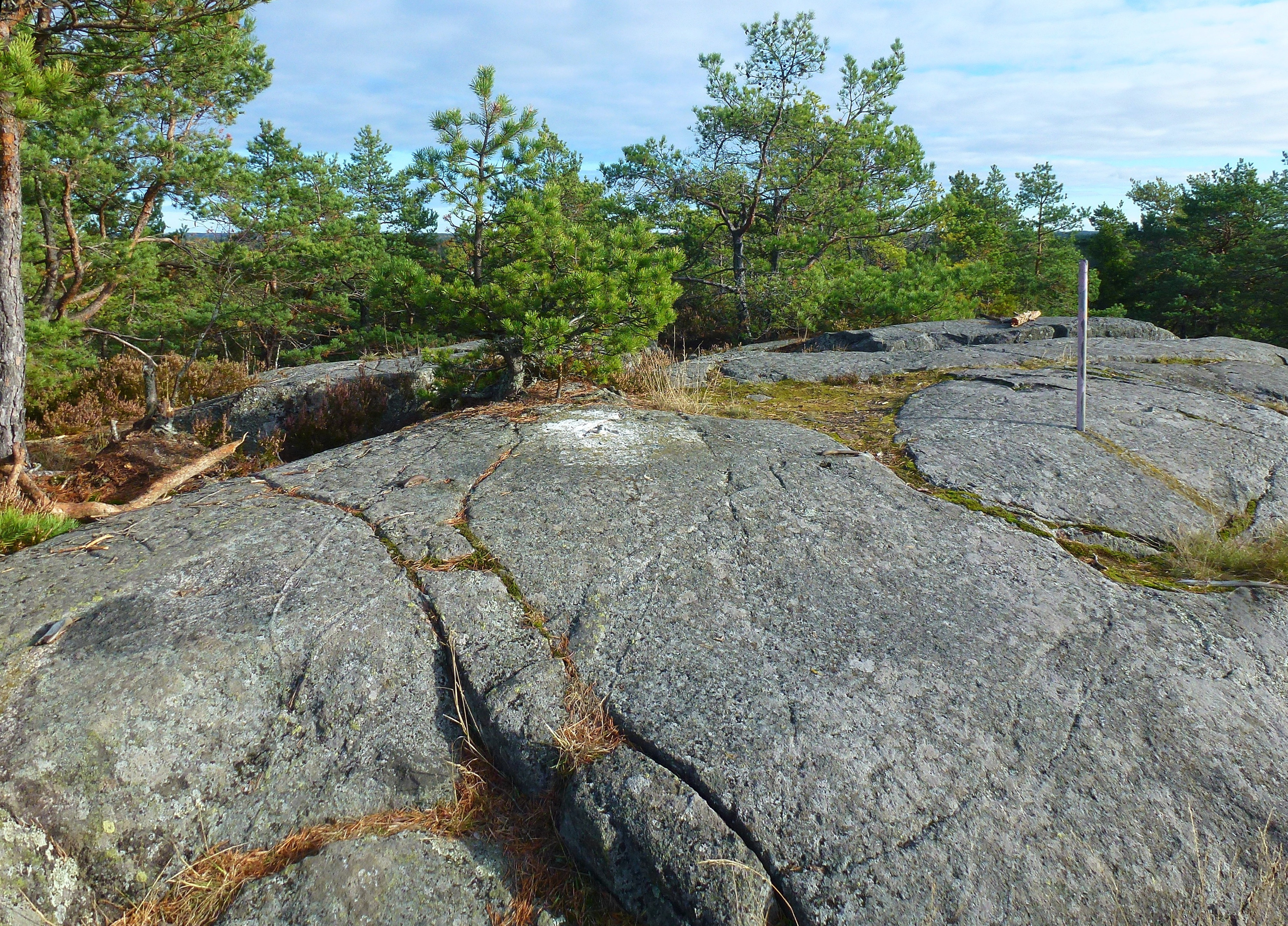
Himlabergets höjdfix
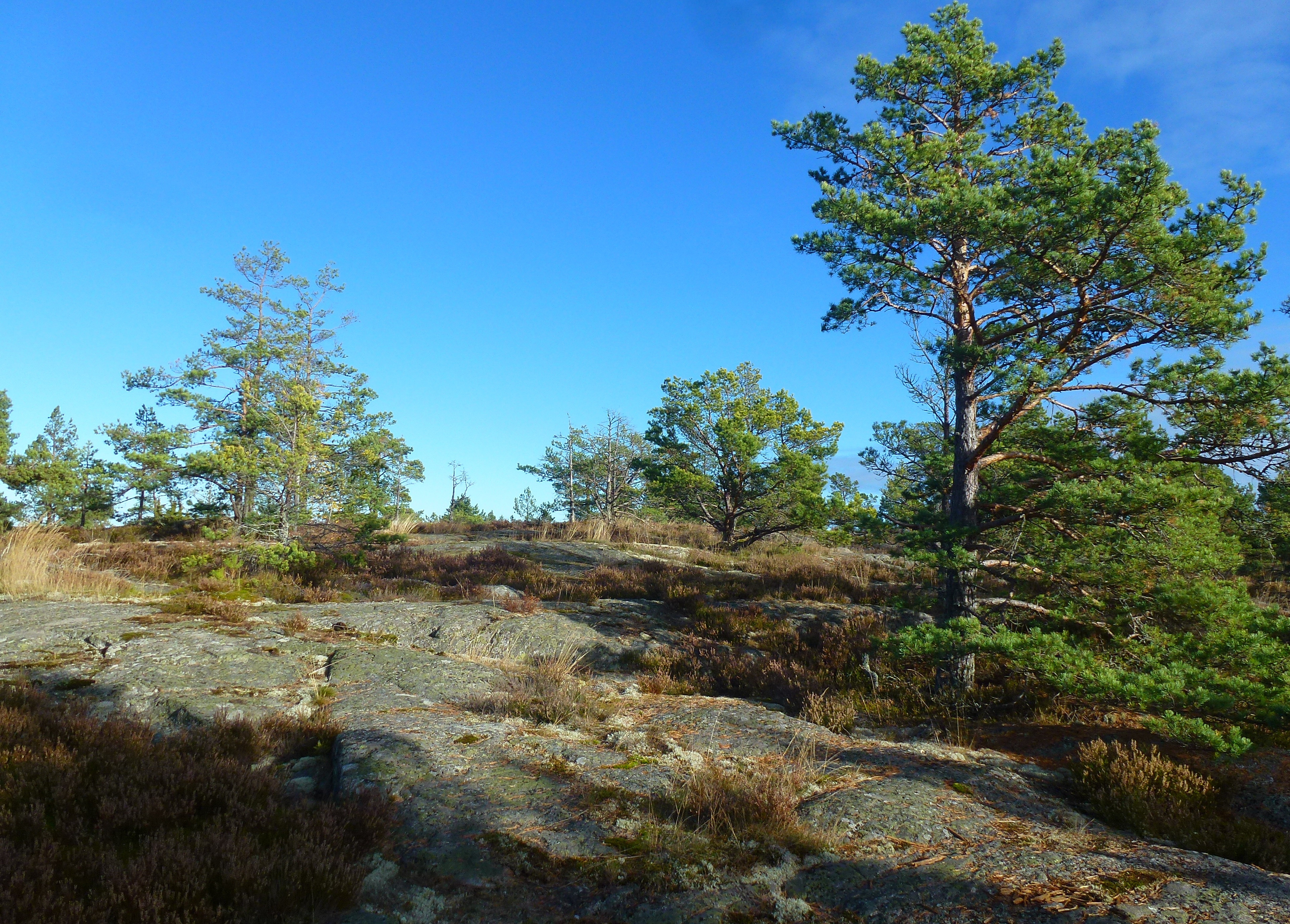
På den glest bevuxna högplatån
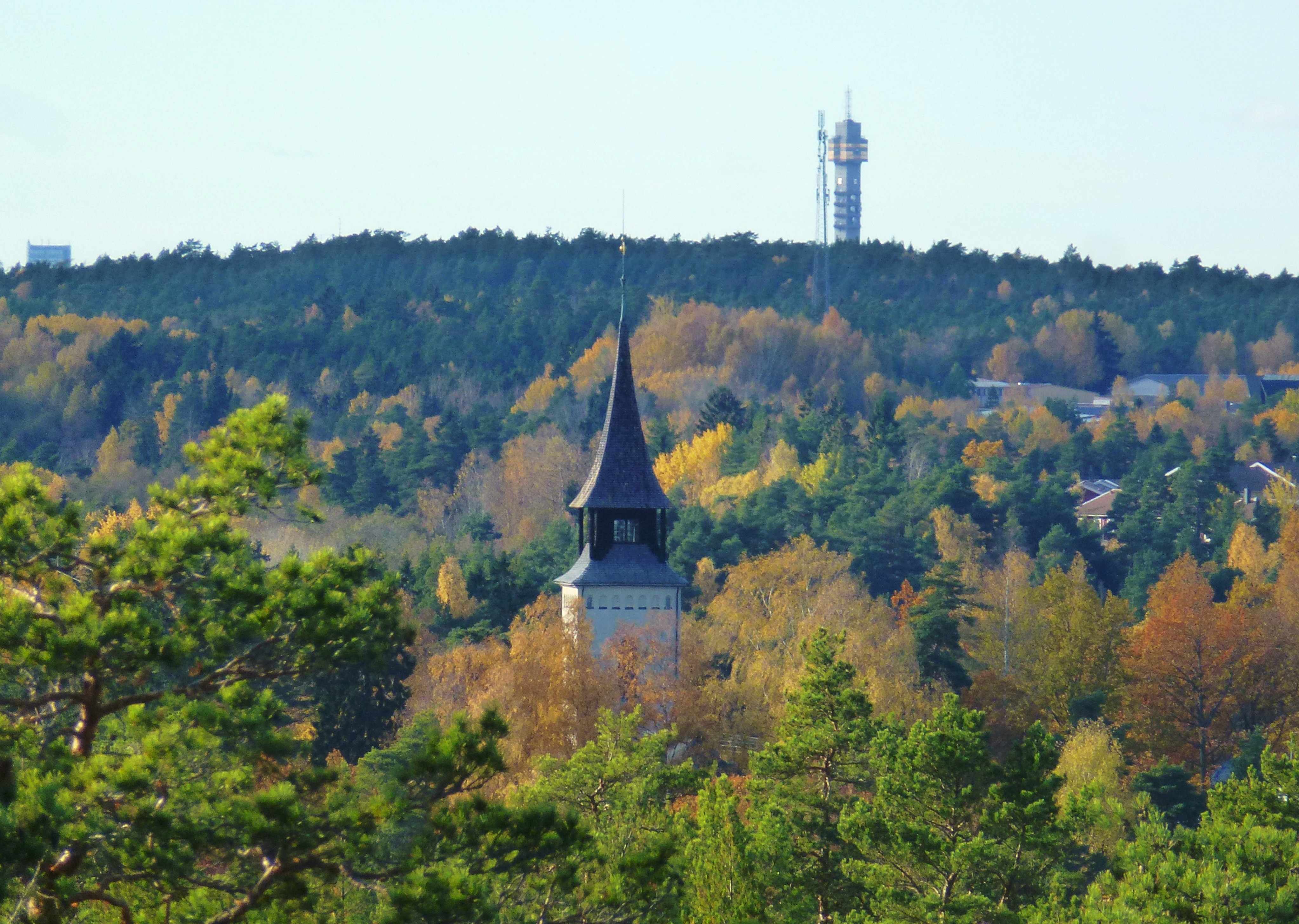
Vy med Boo kyrka och Kaknästornet
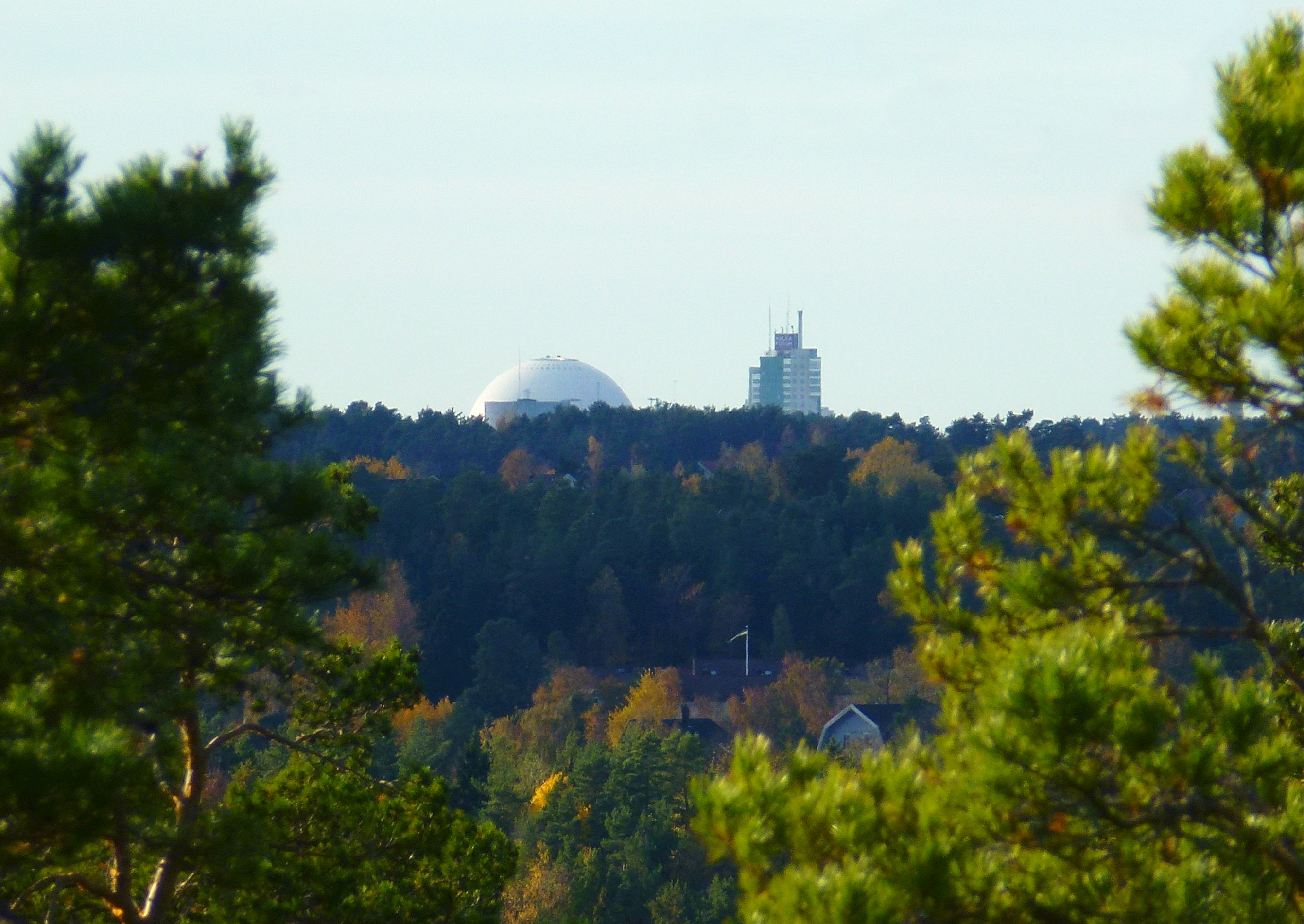
Vy med Forum Nacka och Globen